# Danielle Van Lombeek-Jacobs
Danielle Van Lombeek-Jacobs (Charleroi, 14 september 1968) is een Belgisch politica van de PS.

## Politieke loopbaan
Als licentiate in human resources management aan de Université libre de Bruxelles werd ze beroepshalve bediende bij de Socialistische Mutualiteiten in Namen. Ook werd ze in 1996 regionaal secretaris van de Socialistische Vooruitziende Vrouwen.
Van 2003 tot 2007 was Van Lombeek-Jacobs lid van de Kamer van volksvertegenwoordigers als opvolgster van Michel Daerden, die minister werd in de Waalse Regering. Na haar parlementaire loopbaan werd ze van 2007 tot 2008 adjunct-kabinetschef van Waals minister Michel Daerden en in 2008 experte op het kabinet van viceminister-president in de Franse Gemeenschapsregering Jean-Claude Marcourt.
Van 2006 tot 2008 was zij tevens gemeenteraadslid van Hannuit.